# Públia Hortênsia de Castro
Públia Hortênsia de Castro (Vila Viçosa, 1548 – Évora, 1595) foi uma das mais notáveis e célebres figuras do humanismo português. Filha de Thomaz de Castro e de D. Branca Alves. Dotada de uma erudição ímpar e de um talento precoce extraordinário, impôs–se à estima dos maiores intelectuais do seu tempo.

## Percurso
Na sua terra natal aprendeu as primeiras letras. Depois, devido à inteligência e capacidade de estudo demonstrada, foi para Évora e, sob a protecção do seu parente o Arcebispo D. José de Melo, aí se matriculou no curso de filosofia da Universidade. Aos 17 anos de idade assombrava já com as suas capacidades de raciocínio os seus doutos professores. Mais tarde cursou Públia Hortênsia de Castro a Universidade de Coimbra, na companhia de um irmão, tendo aí estudado Retórica, Humanidades e Metafísica.
Em Évora, tomou parte em certames literários diversos, em discussões públicas de carácter científico, tendo ganho fama e notoriedade fazendo uso do seu brilhantismo intelectual. No antigo colégio do Espírito Santo, em 1571, prestou as provas finais para alcançar o grau de licenciada, tendo ficado célebre a sua argumentação, que impressionou fortemente as doutas personalidades que a inquiriram. André de Resende, seu mestre, rendeu-se às qualidades da sua discípula e, espantado com a capacidade demonstrada, depressa espalhou a notícia do prodígio, por entre os sábios estrangeiros com que trocava correspondência. Nos círculos culturais de Espanha, França e Itália, a novidade causou assombro e despertou o interesse e a curiosidade das mais insignes figuras da época.
Em 1574, Públia Hortênsia de Castro começa a frequentar o Paço Real de Évora e a erudita academia da infanta D. Maria. Em 1581, vendo-se sozinha e abandonada por quem a protegera até então, tendo mais de 30 anos de idade, desgostosa com a ingratidão do poder, Públia Hortênsia de Castro, resolve consagrar-se a Deus e entra no Convento do Menino Jesus da Graça, em Évora, da Ordem dos Agostinhos. Na clausura conventual faleceu em 1595, com 47 anos de idade.
Ana de Castro Osório, no seu livro Ás mulheres portuguesas refere Públia na seguinte passagem: "nas escolas superiores se falava do exemplo de Publia Hortensia de Castro, que cursou a Universidade vestida de homem, como dum caso fabuloso".

## Obras
- Psalmos pela victoria e felicidade do Senhor D. Duarte e declaração dos Ditos Psalmos
- Flosculus Theologicalis
- Poezias Várias Latinas e Portuguezas
- Cartas Latinas e Portuguezas a várias pessoas

## Efemérides
Em 1978 a Câmara Municipal de Lisboa homenageou a escritora e humanista dando o seu nome a uma rua na zona da Quinta dos Condes de Carnide, em Carnide.